# Kleszczów
Kleszczów  (deutsch Kleszczow, 1943–1945 Klestau) ist ein Dorf und Sitz der Landgemeinde Kleszczów im Powiat Bełchatowski der Woiwodschaft Łódź in Polen. Es hat mehr als 2000 Einwohner.

## Gemeinde
Zur Landgemeinde Kleszczów gehören zehn Dörfer mit einem Schulzenamt sowie kleinere Orte.